# Casamiento en Buenos Aires
Casamiento en Buenos Aires es una película argentina estrenada el 1 de enero de 1940. Es la secuela de otra película estrenada el año anterior, en 1939, denominada Divorcio en Montevideo.
Las canciones son interpretadas por la orquesta de Harold Mickey.

## Sinopsis
Cuando sus novios son tentados por unas atractivas mujeres que sólo se interesan por su dinero, dos amigas deciden aliarse para hacerlos desistir de tales aventuras amorosas.

## Reparto
- Niní Marshall	 ...	Catita (Catalina Pizzafrola)
- Enrique Serrano	 ...	Luis Goyena
- Sabina Olmos	 ...	Adriana
- Hilda Sour	 ...	Dora
- June Marlowe........Patricia Wilde
- Marcelo Ruggero	 ...	Sebastián
- Roberto García Ramos	 ...	Claudio
- Alberto Bello	 ...	Profesor Giménez
- Lucy Galián	 ...	Pochola, esposa de Felipe Suárez
- Alfredo Jordan	 ...	Felipe Suárez
- Berta Aliana	 ....... la mucama
- Mario de Marco
- Vicente Forastieri ...	(sin acreditar)

- Datos: Q6772866